# Bariumbromit
Bariumbromit ist eine chemische Verbindung des Bariums aus der Gruppe der Bromite.

## Gewinnung und Darstellung
Bariumbromit kann durch Reaktion von Bariumchlorid mit Natriumbromit gewonnen werden.
{\displaystyle {\ce {BaCl2 + NaBrO2 -> Ba(BrO2)2 + 2 NaCl}}}
Die Verbindung kann auch durch Zersetzung von Bariumbromat bei 280 °C in Sauerstoff gewonnen werden.

## Verwendung
Bariumbromit kann zur Herstellung anderer Alkalimetall-Bromite verwendet werden.